# هالسي جي. بوردمان
هالسي جي. بوردمان هو محامي وسياسي أمريكي، ولد في 19 مايو 1834 في نورويتش في الولايات المتحدة، وتوفي في 15 يناير 1900 في بوسطن في الولايات المتحدة. نشط حزبياً في الحزب الجمهوري. وقد انتخب عضو مجلس نواب ماساتشوستس ‏.